# ゲオルギー・クナーゼ
ゲオルギー・フリードリホヴィチ・クナーゼ（ロシア語: Гео́ргий Фри́дрихович Куна́дзе、ラテン文字転写の例：Georgii Fridrikhovich Kunadze、1948年12月21日 –　）は、ソビエト連邦およびロシアの外交官。ロシア有数の知日派外交官として知られ、1991年3月20日から1993年12月30日まで ロシア外務次官を務めた。ロシア人権弁務官事務所副所長。歴史学博士候補。モスクワ出身。

## 経歴・人物
1971年モスクワ大学東洋言語研究所（東洋言語大学）を卒業する。1983年ソ連外務省に入省し、外交官となる。歴史学博士候補。日本語と英語に堪能。
- 1971年 ソ連科学アカデミー東洋学研究所上級科学・技術、調査、主任研究員
- 1983年 在日本ソ連大使館科学担当官（科学担当アタッシェ）
- 1987年から1991年 ソ連科学アカデミー世界経済国際関係研究所（IMEMO）課長、部長
- 1991年3月20日[1]から1993年12月30日[2] ロシア外務次官
- 1993年11月1日[3]から1997年6月3日[4] 大韓民国駐箚特命全権大使
- 1997年 ロシア科学アカデミーアメリカ・カナダ研究所副所長
- 1999年 ロシア科学アカデミー世界経済国際関係研究所主任科学研究官
- 2023年10月20日 ロシア司法省からスパイと同義の「外国の代理人」に指定された。ウクライナ侵攻を批判したことなどか問題視されたとみられる[5][6]。

夫人との間に一男。